# Співдружність чотирьох Ванів

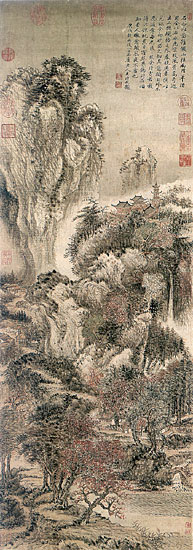
«Гори, струмки, осінні дерева» Ван Хуей

Співдружність чотирьох Ванів (清 四 王, Цін си Ван, «чотири [художника на прізвище] Ван [епохи] Цін») — термін, прийнятий в історії китайського мистецтва для позначення чотирьох художників на прізвище Ван, визнаних провідними майстрами Академії живопису початку епохи Цін.

## Представники
Працювали здебільшого у пейзажі, але їхні творчі манери розрізняються, перш за все, завдяки тим чи іншим орієнтирам, обраним як зразок (колишнім стилістичним напрямам або роботам конкретних майстрів минулого). Творцем і лідером «співдружності чотирьох ванів» в рамках Академії живопису був  Ван Ши-мін. Його учнями стали Ван Юаньці (1642–1715) Ван Цзянь (1598–1674), Ван Хуей (1632–1717).
Деякий час до творчого союзу «чотирьох Ванів» належали ще два художника-академіста — Юнь Шоупін (1633–1690) і У Лі (1632–1718). Хронологічна і стилістична близькість цих майстрів дала підставу деяким китайським мистецтвознавцям розглядати творчість Юнь Шоупіна, У Лі, Ван Хуея і Ван Юаньці в контексті союзу «Кансі си цзя» («Чотири [великих] майстри [ери] Кансі», від девізу правління імператора Шен-цзу).